# Харчунчай
Харчунчай — река в России, протекает в Кулинском районе республики Дагестан. Длина реки составляет 16 км. Площадь водосборного бассейна — 75,5 км².
Река начинается на склоне Самурского хребта на склоне горы Кяркяттлаба. Течёт в общем северном направлении вдоль хребта Тукундалык. Устье реки находится в 35 км по правому берегу реки Хунних.
Основной приток — река Хунзан (лв).

## Данные водного реестра
По данным государственного водного реестра России, относится к Западно-Каспийскому бассейновому округу, водохозяйственный участок реки — Сулак от истока до Чиркейского гидроузла, речной подбассейн отсутствует. Речной бассейн реки — Терек.
Код объекта в государственном водном реестре — 07030000112109300001251.